# 川村泰久

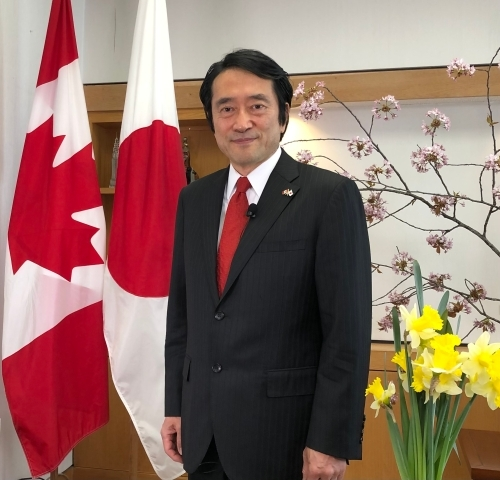

川村 泰久（かわむら やすひさ、1957年10月4日 - ）は、日本の外交官。OECD東京事務所長や、外務報道官、国際連合日本政府代表部特命全権大使・国連日本政府次席代表等を経て、駐カナダ特命全権大使。

## 経歴・人物
愛知県名古屋市出身。1981年一橋大学法学部卒業、外務省入省。1984年アマースト大学卒業、在アメリカ合衆国日本国大使館書記官。1988年外務省北米局北米第二課課長補佐。1991年外務省アジア局南東アジア第二課首席事務官。1993年在ジュネーブ日本政府代表部一等書記官。1995年在インドネシア日本国大使館参事官。1998年外務省経済協力局政策課企画官。1999年外務省大臣官房国際報道課長。2001年外務省経済局国際機関第二課長。2002年欧州連合日本政府代表部参事官。2004年経済協力開発機構東京事務所長。
2008年外務省大臣官房参事官（報道・広報担当）・外務副報道官。2010年から在ニューヨーク日本国総領事館首席領事を務め、廣木重之総領事らとともに、竹島領有権や歴史認識をめぐる日韓問題や、尖閣諸島国有化で激化した中国との尖閣諸島問題などに関し、中韓が自国の主張をニューヨーク・タイムズ誌などに掲載するのに対応し、メディアの分析などを行った。活動を受けニューズウィーク誌に「中国は1970年まで尖閣諸島の主権を一度も主張したことがなかった」とする編集長のコラムが掲載された。2013年在インド日本国大使館次席公使。
2015年外務報道官。同年中国国営新華社通信が、太平洋戦争に対し天皇が謝罪すべきとの報道を行ったことを受け、「天皇陛下に対する礼を著しく失している」とし、中国側に抗議を行ったことを明らかにした。2017年から国際連合日本政府代表部特命全権大使・国際連合日本政府次席代表を務め、国際連合地名標準化会議において、日本海呼称問題で東海を併記すべきだとする韓国に対し、「不適当な主張で、許されるべきではない」との反論を行うなどした。2019年駐カナダ特命全権大使。2022年離任。同年文部科学省日本ユネスコ国内委員会委員、ライジングサンセキュリティーサービス顧問。

## 同期
- 兼原信克（14年国家安全保障局次長兼務・12年内閣官房副長官補）
- 泉裕泰（19年日本台湾交流協会台北事務所長・17年バングラデシュ大使）
- 上月豊久（15年ロシア大使）
- 岡村善文（19年OECD大使・17年人権人道担当大使）
- 山田彰（17年ブラジル大使・14年メキシコ大使）
- 上村司（21年日本国政府代表（中東和平担当特使）、17年サウジアラビア大使）
- 佐藤地（17年駐ハンガリー大使・15年ユネスコ大使）
- 側嶋秀展（19年ミクロネシア大使・16年ザンビア大使）
- 香川剛廣（18年国際貿易・経済担当大使・15年エジプト大使）
- 石兼公博（19年国連大使・17年カナダ大使）
- 高岡正人（19年クウェート大使・16年モンゴル大使・13年シドニー総領事・12年イラク大使）
- 高木昌弘（21年駐ドミニカ共和国大使・20年クリチバ総領事）
- 冨田浩司（21年駐米大使・19年韓国大使・15年イスラエル大使）
- 川村裕（24年依願免職・20年ノルウェー大使・18年沖縄大使・14年コートジボワール兼トーゴ兼ニジェール大使）
- 嘉治美佐子（19年クロアチア大使・14-17年ジュネーヴ代表部大使）
- 宮島昭夫（20年ポーランド大使・17年トルコ大使）
- 重枝豊英（15年リトアニア大使）
- 石井哲也（17年トンガ大使）
- 岡田誠司（20年バチカン大使・17年南スーダン大使）
- 冨永純正（14年青年海外協力協会会長・11年コンゴ民主共和国大使）
- 奥克彦（イラク日本人外交官射殺事件犠牲者[11]、03年殉職のため大使の称号付与）
- 伊藤光子（15年世界の子どもにワクチンを日本委員会事務局長）
- 福嶌教輝（21年駐メキシコ大使・15年駐アルゼンチン大使）
- 福嶌香代子（19年ナッシュビル総領事）